# Alsterån
Der Alsterån ist ein Fluss  im östlichen Småland in Süd-Schweden.
Er hat seinen Ursprung im See Alstern.
Von dort fließt er in östlicher Richtung an den Orten Alstermo, Alsterbro, Blomstermåla und Ålem vorbei
zum Kalmarsund, in welchen er bei Pataholm mündet.
Dabei durchfließt er den See Allgunnen, in welchen von Norden kommend sein größter Nebenfluss, der Badebodaån, mündet.
Einschließlich Quellflüssen beträgt die Flusslänge 150 km.
Das Einzugsgebiet umfasst 1524,8 km².
Der mittlere Abfluss an der Mündung beträgt 10 m³/s.
Unterhalb des Hornsö-Wasserkraftwerks gibt es anadrome Meerforellen im Fluss.